# Medora (Dakota du Nord)
Pour les articles homonymes, voir Medora.
La ville de Medora est le siège du comté de Billings, dans l’État du Dakota du Nord, aux États-Unis. Sa population, qui s’élevait à 112 habitants lors du recensement de 2010, est estimée à 129 habitants en 2019.

## Histoire
La ville a été fondée en 1883 par un aventurier français, le marquis de Morès, qui l’a nommée en hommage à son épouse, Medora von Hoffman. La croissance de cette ville champignon s’arrêta en 1887, l’hiver ayant été si rigoureux que tous les éleveurs furent ruinés.

## Démographie
| 1960 | 1970 | 1980 | 1990 | 2000 | 2010 |
| ---- | ---- | ---- | ---- | ---- | ---- |
| 133  | 129  | 94   | 101  | 100  | 112  |

## Climat
Selon la classification de Köppen, Medora a un climat semi-aride, abrégé BSk.

## Galerie photographique

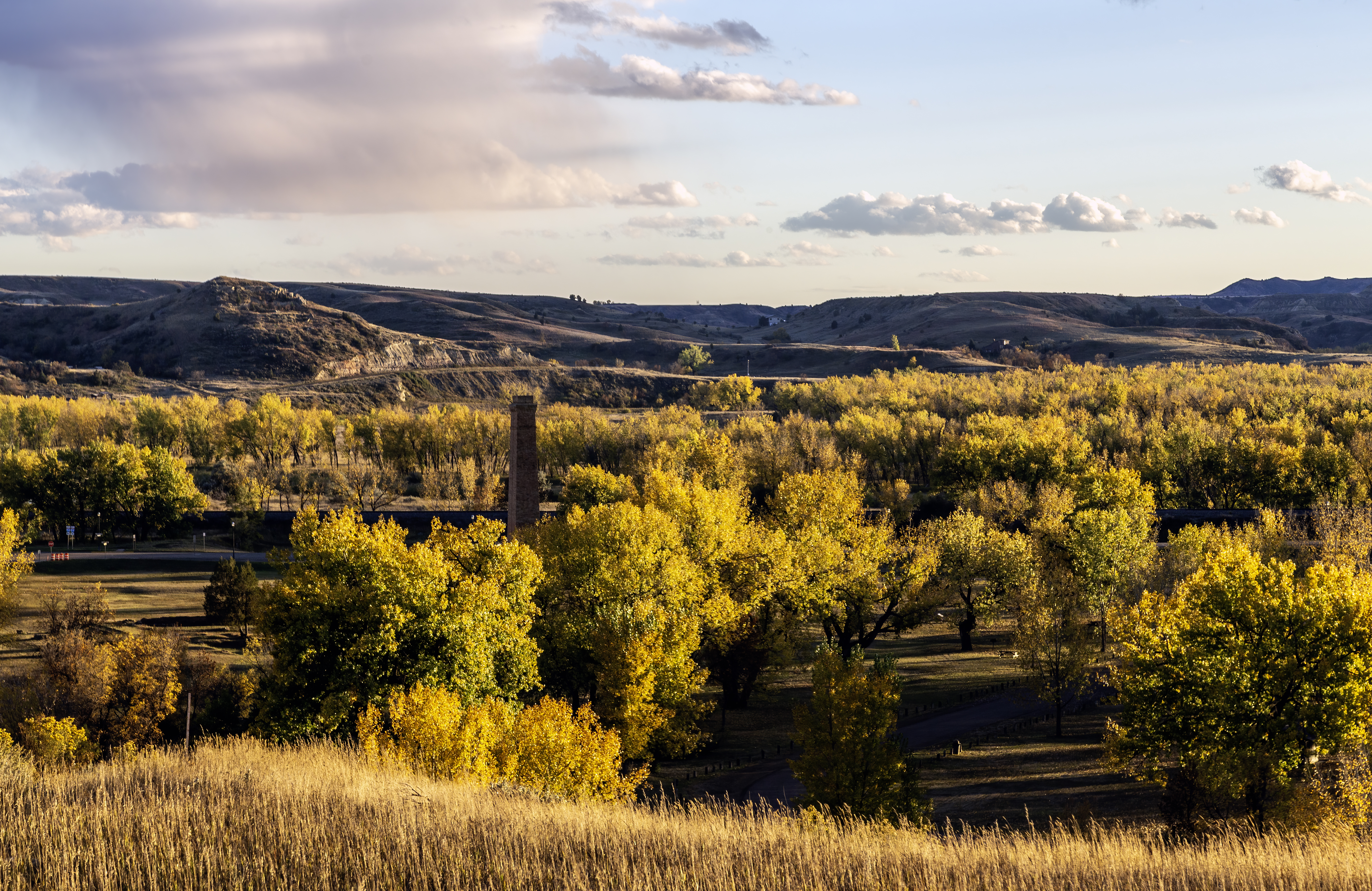
Chimney Park
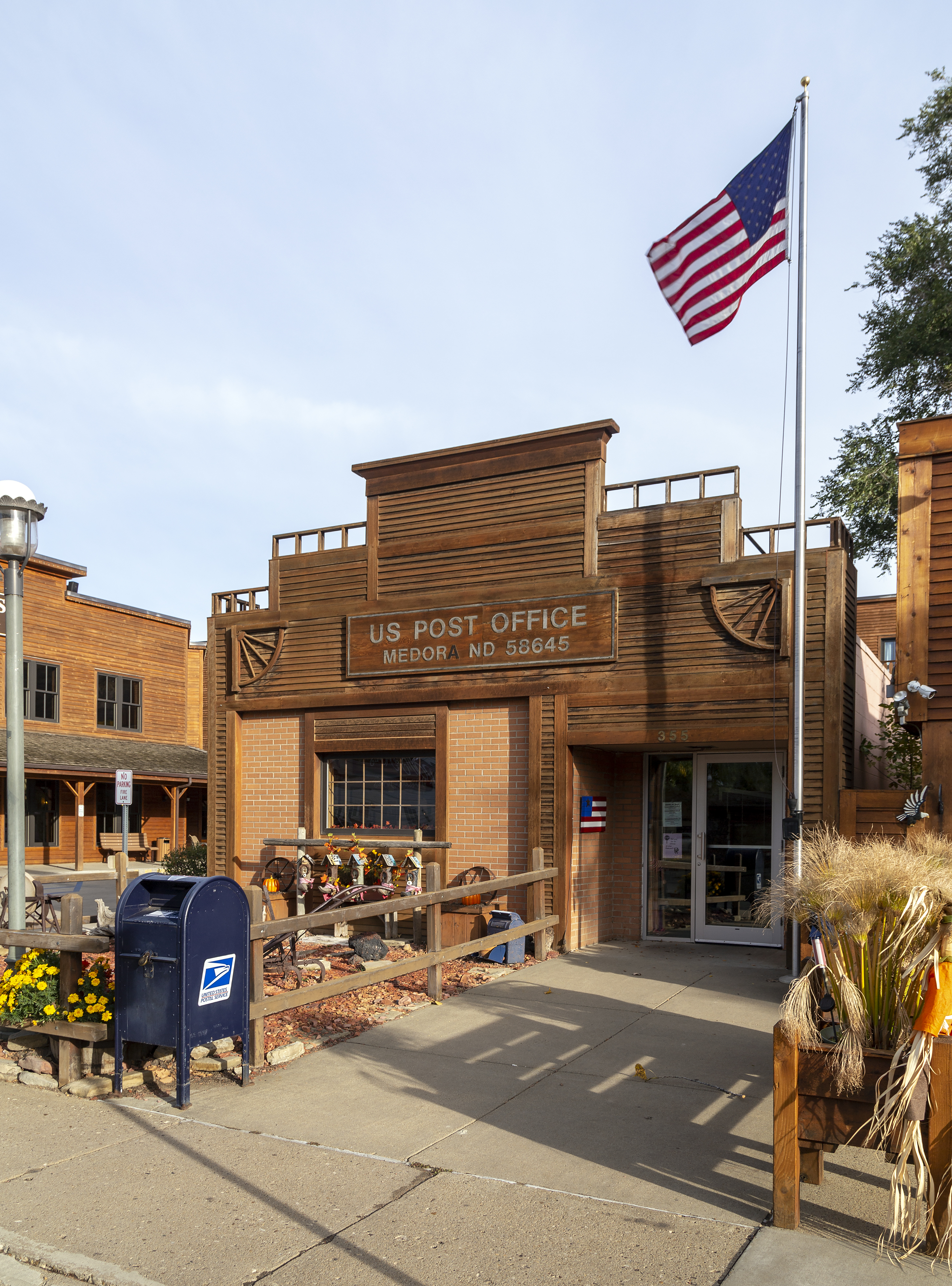
Le bureau de poste
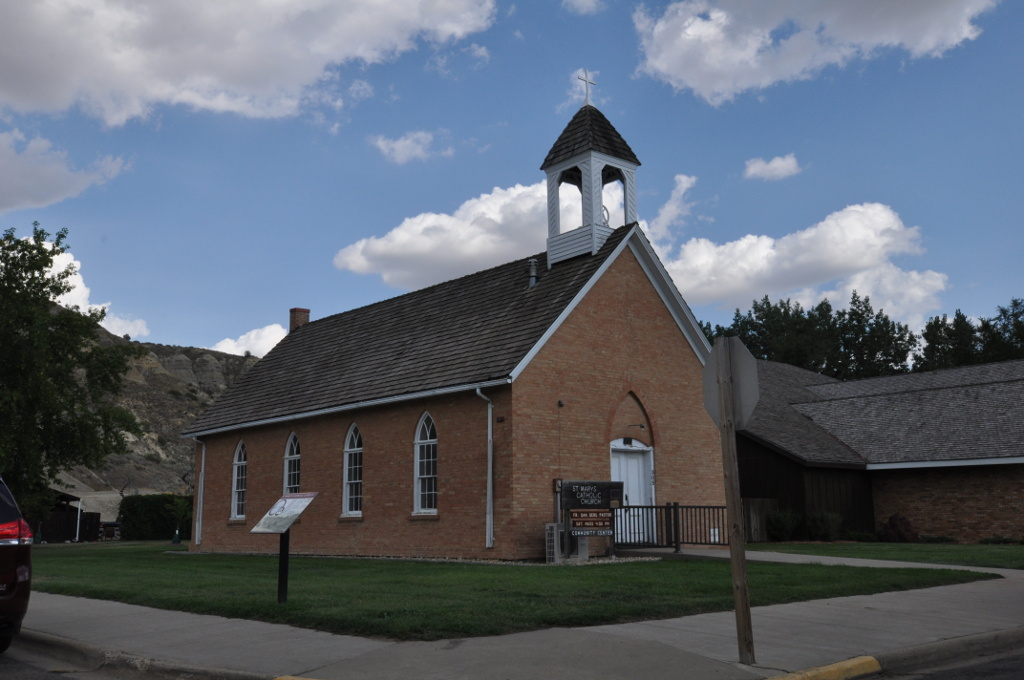
L’église Sainte-Marie
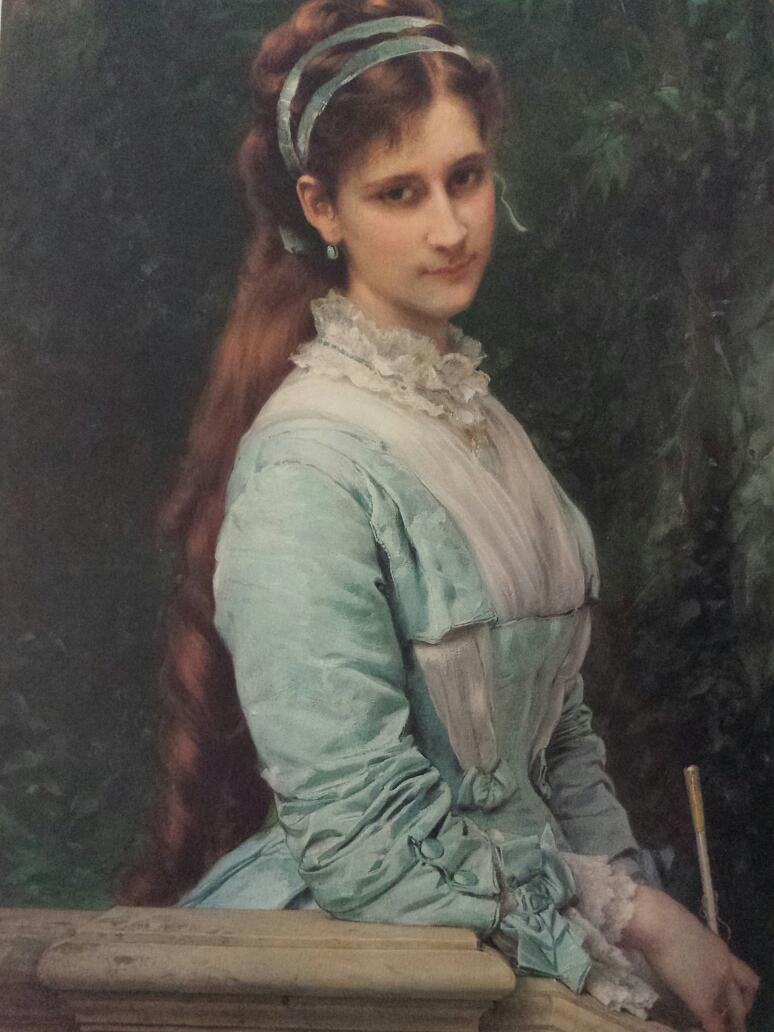
Medora von Hoffman